# Saint-Eugène (Aisne)
Pour les articles homonymes, voir Saint-Eugène.
Saint-Eugène est une commune française située dans le département de l'Aisne, en région Hauts-de-France.

## Géographie
Village du sud du département de l'Aisne, en région Hauts-de-France, située dans le canton d'Essômes-sur-Marne, entre Crézancy et Condé-en-Brie. Elle est baignée par le Surmelin.

### Hydrographie
La commune est située dans le bassin Seine-Normandie. Elle est drainée par l'aqueduc de la Dhuis, le cours d'eau 01 de la Fondrière, le cours d'eau 01 du Mousset et divers bras de Surmelin,,.
L'aqueduc de la Dhuis est un un aqueduc souterrain d'Île-de-France et d'Aisne, construit entre 1863 et 1865. Il sert à fournir en eau les communes du Val d'Europe, dont le complexe Disneyland Paris à l'est de l'Île-de-France.
Le Surmelin, d'une longueur de 41 km, prend sa source dans la commune de Loisy-en-Brie et se jette  dans la Marne à Chartèves, après avoir traversé 17 communes. Les caractéristiques hydrologiques du Surmelin sont données par la station hydrologique située sur la commune de Mézy-Moulins. Le débit moyen mensuel est de 2,51 m3/s. Le débit moyen journalier maximum est de 52,4 m3/s, atteint lors de la crue du 22 janvier 1995. Le débit instantané maximal est quant à lui de 59,1 m3/s, atteint le même jour.

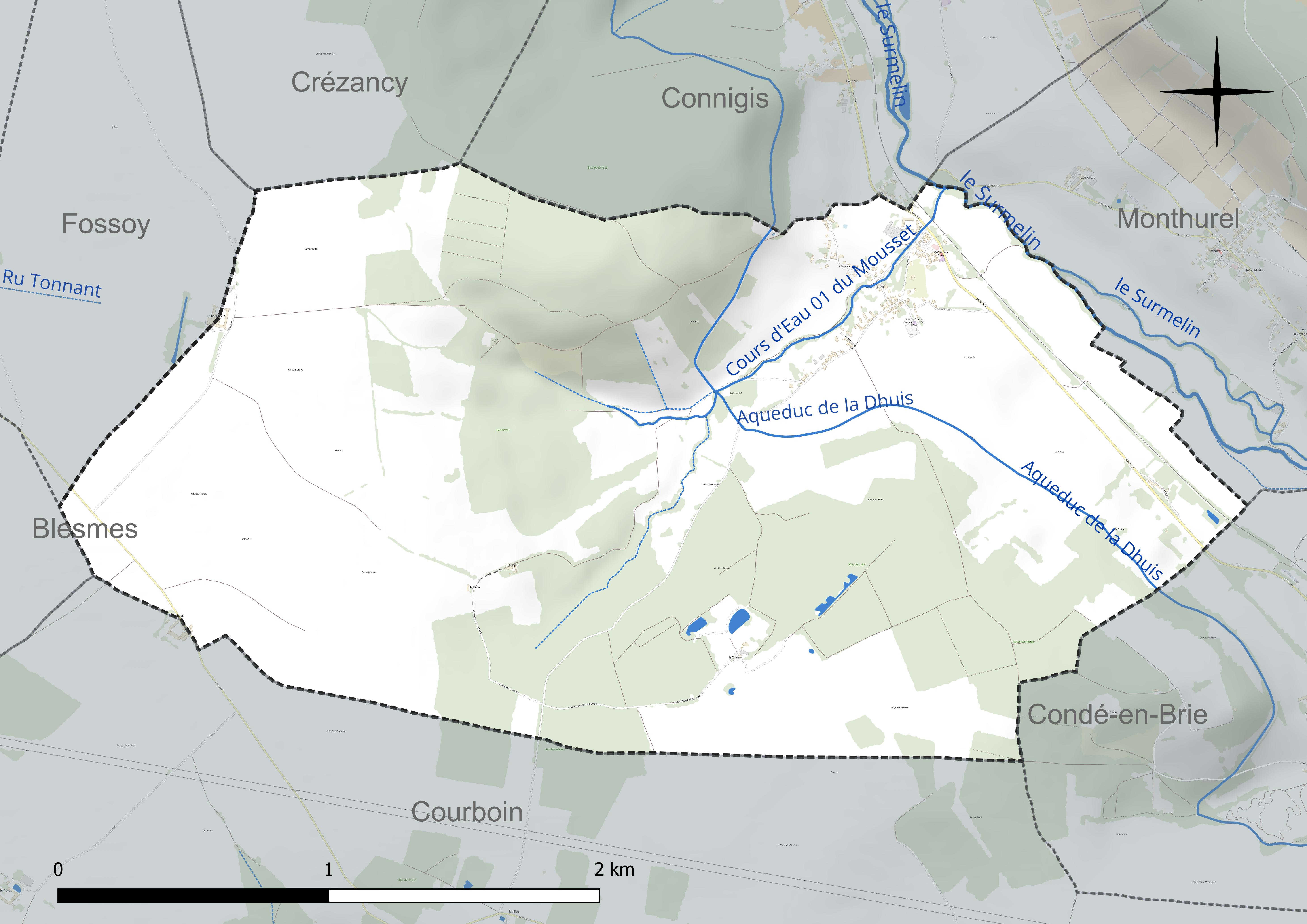
Réseau hydrographique de Saint-Eugène.

### Climat
Pour des articles plus généraux, voir Climat des Hauts-de-France et Climat de l'Aisne.
En 2010, le climat de la commune est de type climat océanique dégradé des plaines du Centre et du Nord, selon une étude du CNRS s'appuyant sur une série de données couvrant la période 1971-2000. En 2020, Météo-France publie une typologie des climats de la France métropolitaine dans laquelle la commune est exposée à un climat océanique altéré et est dans la région climatique Nord-est du bassin Parisien, caractérisée par un ensoleillement médiocre, une pluviométrie moyenne régulièrement répartie au cours de l'année et un hiver froid (3 °C).
Pour la période 1971-2000, la température annuelle moyenne est de 10,5 °C, avec une amplitude thermique annuelle de 15,2 °C. Le cumul annuel moyen de précipitations est de 748 mm, avec 12 jours de précipitations en janvier et 8,2 jours en juillet. Pour la période 1991-2020, la température moyenne annuelle observée sur la station météorologique la plus proche, située sur la commune de Blesmes à 6 km à vol d'oiseau, est de 10,6 °C et le cumul annuel moyen de précipitations est de 713,0 mm,. Pour l'avenir, les paramètres climatiques de la commune estimés pour 2050 selon différents scénarios d'émission de gaz à effet de serre sont consultables sur un site dédié publié par Météo-France en novembre 2022.

## Urbanisme

### Typologie
Au 1er janvier 2024, Saint-Eugène est catégorisée commune rurale à habitat dispersé, selon la nouvelle grille communale de densité à 7 niveaux définie par l'Insee en 2022.
Elle est située hors unité urbaine. Par ailleurs la commune fait partie de l'aire d'attraction de Château-Thierry, dont elle est une commune de la couronne,. Cette aire, qui regroupe 52 communes, est catégorisée dans les aires de moins de 50 000 habitants,.

### Occupation des sols
L'occupation des sols de la commune, telle qu'elle ressort de la base de données européenne d'occupation biophysique des sols Corine Land Cover (CLC), est marquée par l'importance des territoires agricoles (69 % en 2018), une proportion sensiblement équivalente à celle de 1990 (68,9 %). La répartition détaillée en 2018 est la suivante : 
terres arables (51,6 %), forêts (31 %), prairies (17,4 %).
L'évolution de l'occupation des sols de la commune et de ses infrastructures peut être observée sur les différentes représentations cartographiques du territoire : la carte de Cassini (XVIIIe siècle), la carte d'état-major (1820-1866) et les cartes ou photos aériennes de l'IGN pour la période actuelle (1950 à aujourd'hui).

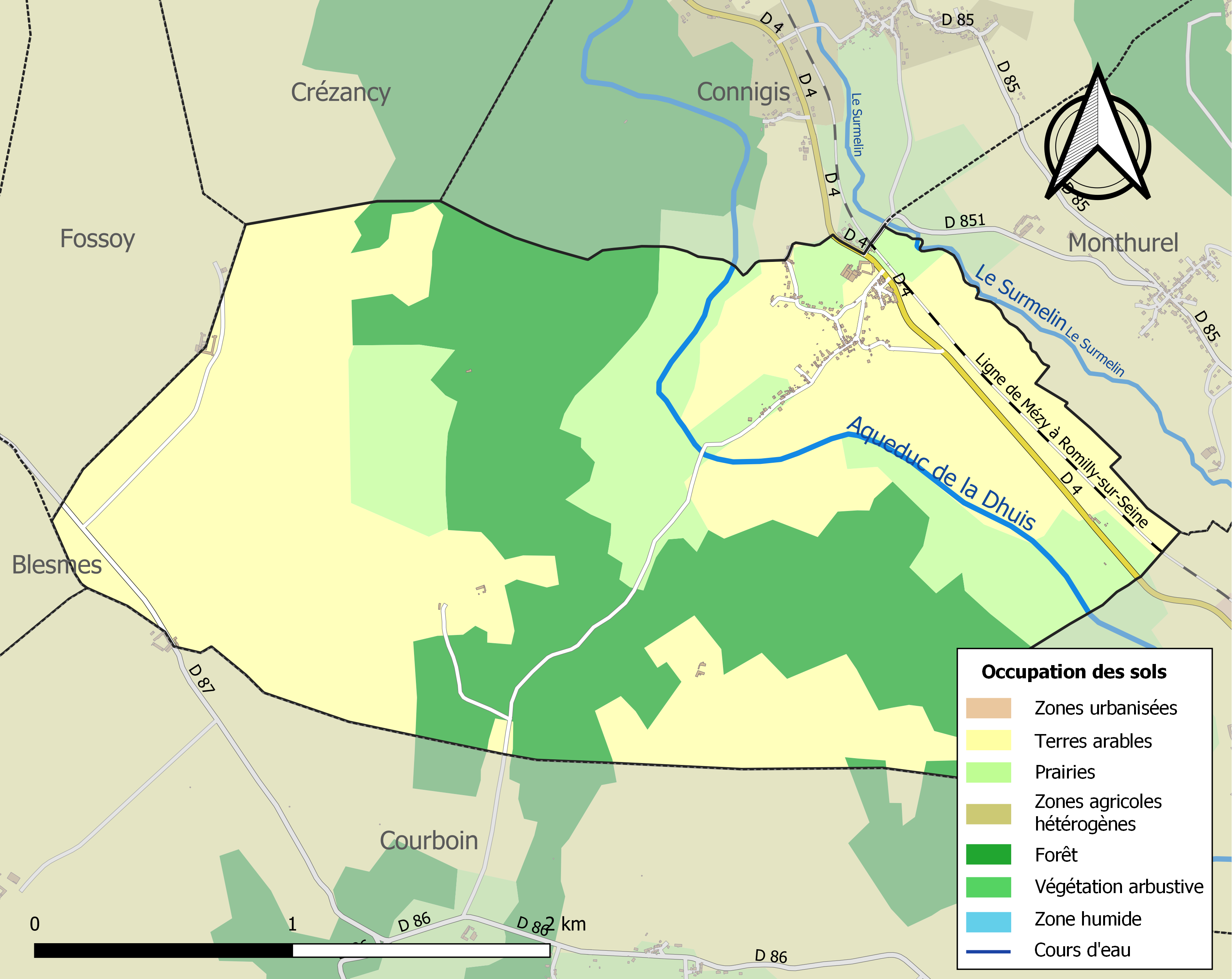
Carte de l'occupation des sols de la commune en 2018 (CLC).

## Toponymie
Le nom de la localité est attesté sous les formes Saint-Ouen (1659) ; Saint-Ouan (1661) ; Saint-Oyne (1664) ; Saint-Oinne (1682) ; Saint-Thoinne (1709) ; Saint-Eugenne (1710).
Saint-Eugène est un hagiotoponyme qui fait référence à l'église du village.

## Histoire
D'après le « Matot-Braine » de 1899, à la fin du XVIIe siècle, le village actuel de Saint-Eugène se substitue à la métairie romaine située à Montberchy (lieu-dit).
Situé à quelques kilomètres de Condé-en-Brie, dans la vallée du Surmelin, ce petit village est très ancien. Il s'est substitué à la commune de Montberchy, bâtie sur le penchant de la colline, vers l'occident... Après la destruction de leur ville, une partie des habitants qui ne pouvaient se résigner à abandonner le sol natal seraient descendus dans la vallée où ils auraient construit de nouvelles habitations et formé un nouveau groupe.
Dans les actes latins les plus anciens, l'église qui était desservie par le curé de Condé est désignée par le nom de Sancta Eugénia ad Condatum in Bria. Ce nom a été, selon les époques, diversement traduit. Cette église a donné son nom au village où elle est honorée depuis un temps immémorial et dont les habitants s'étendent à l'ombre de son sanctuaire.
Le territoire a une superficie de 692 hectares, dont 183 de bois.
La ferme de Saint-Eugène a été une maison seigneuriale ; ses murs sont très épais. Les droits seigneuriaux étaient de gréver la terre et son produit annuel. Elle appartenait en 1785 à la comtesse de La Tour du Pin. La famille de Faverolles est mentionnée « seigneurs de Sant-Eugène » à la fin du XVe siècle.
Une autre seigneurie rattachée à la commune est celle des Grèves dont les bâtiments sont situés à 800 mètres de la route reliant Château-Thierry à Montmirail. Les terres dont la superficie est de l'ordre de 205 hectares sont sillonnées par de nombreuses allées dont la plupart vont aux villages voisins et qui aboutissent toutes à l'entrée de la ferme. Le vieux château remonte à l'époque féodale et constitue le plus important, dit-on, qui sont en partie ruraux et en partie militaire. Le premier acte de propriété connu de cette seigneurie remonte à 1524.
La Ferme des Grèves à Saint-Eugène durant la Grande Guerre 1914-1918.
Au début du mois d'août 1918, lors de l'offensive de la rivière Vesle, le 88th Aero Squadron affecté aux III Corps de la United States First Army était stationné à l'aérodrome de la Ferme des Grèves du 5 août au 4 septembre, puis du 9 au 12 septembre. ; l'aérodrome était situé sur les hauteurs surplombant la rive gauche de la Marne, à environ 10 kilomètres à l'est de Château-Thierry. Un assemblage complet de vues obliques du front de Vesle a été obtenu. Ces photographies, remarquables par leur netteté et leur netteté de détail, ont été prises par le responsable de la photographie du groupe, à l'aide d'une caméra de 50 centimètres montée sur un support de son invention fixé à la tourelle de mitrailleuse de l'observateur. Ils avaient un grand intérêt tactique à familiariser le personnel et les commandants des unités combattantes avec les caractéristiques du terrain ennemi immédiatement en face du front du corps. Le 88th Aero Squadron fut le seul escadron américain du service aérien à utiliser l'aérodrome, utilisé par les unités aériennes françaises jusqu'en novembre 1918. Après l'Armistice, l'aérodrome fut remis à l'usage agricole ; il était situé au NE de la Ferme des Grèves, au-dessus du village de Saint-Eugène, sans indication de son utilisation en temps de guerre.

## Politique et administration

### Découpage territorial
La commune de Saint-Eugène est membre de la communauté d'agglomération de la Région de Château-Thierry, un établissement public de coopération intercommunale (EPCI) à fiscalité propre créé le 1er janvier 2017 dont le siège est à Étampes-sur-Marne. Ce dernier est par ailleurs membre d'autres groupements intercommunaux.
Sur le plan administratif, elle est rattachée à l'arrondissement de Château-Thierry, au département de l'Aisne et à la région Hauts-de-France. Sur le plan électoral, elle dépend du  canton d'Essômes-sur-Marne pour l'élection des conseillers départementaux, depuis le redécoupage cantonal de 2014 entré en vigueur en 2015, et de la cinquième circonscription de l'Aisne  pour les élections législatives, depuis le dernier découpage électoral de 2010.

### Administration municipale
| Période                                  | Période                       | Identité           | Étiquette | Qualité  |
| ---------------------------------------- | ----------------------------- | ------------------ | --------- | -------- |
| Les données manquantes sont à compléter. |                               |                    |           |          |
| juin 1995                                | mars 2014                     | Bertrand Pipeau    | DVG       |          |
| mars 2014                                | mai 2020                      | Jean-Marie Houdant | SE        | Retraité |
| mai 2020                                 | En cours (au 13 juillet 2020) | Michaël Peugniez   | DVG       | Ouvrier  |

## Démographie
L'évolution du nombre d'habitants est connue à travers les recensements de la population effectués dans la commune depuis 1793. Pour les communes de moins de 10 000 habitants, une enquête de recensement portant sur toute la population est réalisée tous les cinq ans, les populations de référence des années intermédiaires étant quant à elles estimées par interpolation ou extrapolation. Pour la commune, le premier recensement exhaustif entrant dans le cadre du nouveau dispositif a été réalisé en 2005.

En 2022, la commune comptait 234 habitants, en évolution de −4,1 % par rapport à 2016 (Aisne : −1,97 %, France hors Mayotte : +2,11 %).
| 1793 | 1800 | 1806 | 1821 | 1831 | 1836 | 1841 | 1846 | 1851 |
| ---- | ---- | ---- | ---- | ---- | ---- | ---- | ---- | ---- |
| 240  | 218  | 248  | 240  | 256  | 223  | 262  | 249  | 263  |

| 1856 | 1861 | 1866 | 1872 | 1876 | 1881 | 1886 | 1891 | 1896 |
| ---- | ---- | ---- | ---- | ---- | ---- | ---- | ---- | ---- |
| 260  | 251  | 253  | 228  | 240  | 232  | 245  | 224  | 223  |

| 1901 | 1906 | 1911 | 1921 | 1926 | 1931 | 1936 | 1946 | 1954 |
| ---- | ---- | ---- | ---- | ---- | ---- | ---- | ---- | ---- |
| 230  | 204  | 174  | 193  | 186  | 186  | 173  | 155  | 182  |

| 1962 | 1968 | 1975 | 1982 | 1990 | 1999 | 2005 | 2006 | 2010 |
| ---- | ---- | ---- | ---- | ---- | ---- | ---- | ---- | ---- |
| 191  | 176  | 148  | 191  | 191  | 203  | 234  | 251  | 238  |

| 2015 | 2020 | 2022 | - | - | - | - | - | - |
| ---- | ---- | ---- | - | - | - | - | - | - |
| 244  | 238  | 234  | - | - | - | - | - | - |

## Lieux et monuments
L'église Saint-Eugène (XIIe et XIIIe siècle).

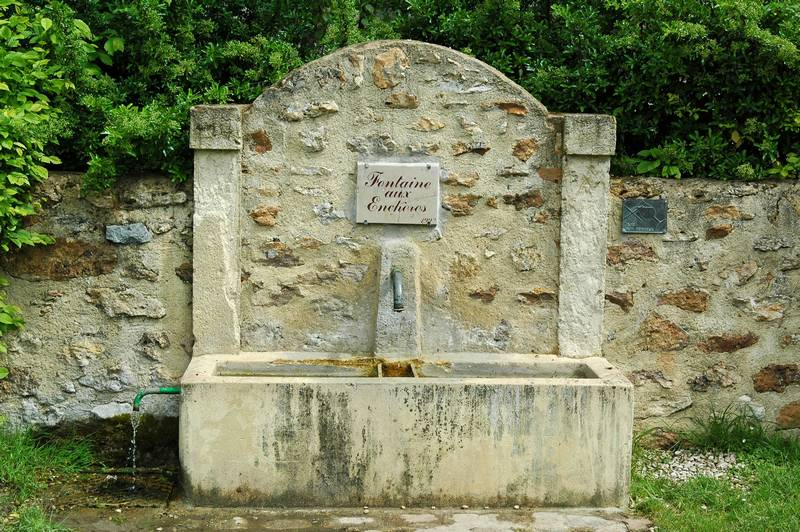
La fontaine aux Enchères.

L'église de Saint-Eugène se présente sous la forme d'un plan en forme de croix latine, tronquée par la disparition du bas-côté sud et du croisillon sud du transept. Chœur à chevet plat. Clocher en charpente du XIXe siècle sur le portail. Celui-ci, sous un porche profond, offre un admirable décor sculpté (tympan et voussures) représentant le jugement dernier. Hormis le portail, on constate une grande sobriété dans le décor extérieur. Outre le décor sculpté de son portail, l'église présente à l'intérieur une robustesse quelque peu alourdie par la surélévation du sol primitif. Des sondages au niveau de celui-ci se sont révélés et se révélèrent fructueux (carrelage du XVe siècle - décor peint des colonnes). Intéressants chapiteaux du XIIIe siècle (chapiteaux à crochets). En 1751, une coulée de boue détruit le collatéral sud dont les passages ont dû être bouchés. Elle recouvre le sol de l'église, de la place, et du cimetière où repose Claude de La Fontaine, frère de l'écrivain, les rehaussant d'environ 1,20 m. La source de l'église faisant l'objet du pèlerinage de « la fontaine miraculeuse » pour ses vertus curatives est tarie. Le pavage du sol en carrelage vernissé du XVe siècle et le décor peint des colonnes, révélés par sondages, ont disparu. En 1820, c'est un ouragan qui emporte la flèche gothique du clocher.
Le dimanche 17 septembre 2017, s'est déroulée en l'église de Saint-Eugène l'inauguration de quatre nouveaux vitraux réalisés par l'artiste Didier Quentin. Jean-Marie Houdant, maire du bourg et ses adjoints étaient là pour entourer le maître-verrier de Chézy-sur-Marne. Didier Quentin présente son œuvre ainsi : « C'est autour de l'image de roses un peu abstraites, que j'ai imaginé et réalisé ce travail de la vitre maîtresse. Dans les églises et cathédrales, la vitre maîtresse est le plus souvent dédiée à la vie de jésus. Le mouvement, la couleur et la lumière, symbolisent à la fois l'aspect dynamique de la vie et sont une évocation de la passion du Christ ». Les baies latérales viennent en accompagnement et les motifs peints à la grisaille rappellent les motifs les plus anciens situés dans la rosace du transept, à gauche en regardant le chœur.
Sur la place, la fontaine aux Enchères doit son nom à la vente des fruits dans le passé.
- Arboretum.
- Lavoir et four à pain communal dans la cour de la mairie.

## Personnalités liées à la commune
Seigneurs de Saint-Eugène
- 1500. Thibaut de Ravenel, écuyer, seigneur de St-Eugène ; femme, Jeanne de Condé. Leur fille Jeanne, porta la terre de St-Eugène à
- 1540. Thibaut, seigneur de Montigny et de Cramoiselles; enfants : Thibaut, Jacques, vicomte de Sévigiiy-sur-Ardres ; Madeleine, femme d'Olivier de Champagne, seigneur de Morsain ; Françoise, femme : 1 de Jacques de Soufflier, seigneur de Menil-la-Cour ; 2 Jacques de Jouvenel, seigneur de Broussy ; Barbe, femme : l de Louis de Lanianaye ; 2 d'Alexandre Davenne, seigneur de Tonssicourt ; Marguerite, femme: 1 de Louis Davenne , seigneur d'Harmonville ; 2 d'Antoine de Salnoie, seigneur de Sapicourt ; Marie, femme de Philippe de Salnoie, écuyer, seigneur de Fiernicourt.
- 1575. Thibaut, vicomte de Sévigny-sur-Ardre, seigneur en partie de Cramoiselles, St-Eugène, Courtignon, Aubilly, et de Violaine par sa femme, Marthe Disque ; enfants : Jacques, David, seigneur de Violaine.
- 1593. Jacques de Montigny, seigneur desdits ; femme, Marguerite de Drappières, enfants : Jacques, Thibaut, seigneur d'Aubilly ; Louis, Charles, Jeanne, femme d'Antoine de Champagne, seigneur de Condry.
- 1646. Jacques II de Montigny, homme d'armes des chevau-légers de la garde ; femme, Marthe de Thure ; enfant, Charles.
- 1669. Charles de Montigny, seigneur de St-Eugène, lieutenant d'infanterie ; sans enfant.
- 16.. Louis de Montigny, seigneur dudit ; femme, Geneviève Herbelin ; enfants : Louis, Henri-Jean-Baptiste et trois filles.
- 16.. Louis II de Montigny, seigneur dudit, Aubilly, Champversy, Genevroy ; femme, Marie Durmart ; enfants : Nicolas-Louis, Jean-Baptiste-Fidel, docteur de Sorbonne, prieur de l'Île Adam ; Rose-Charlotte, abbesse de Beauvoir près Bourges, et une autre fille.
- 17.. Nicolas-Louis, seigneur de Champversy. Genevroy, maréchal des camps et des armées du roi, chevalier de St-Louis ; femme, Marguerite Marquet ; enfants : Marie-Anne, Louise-Fidèle.
- 1780. Mlle de Montigny, dame de St-Eugène.
- 1787. Le comte de La Tour-du-Pin.